# Cartomàgia

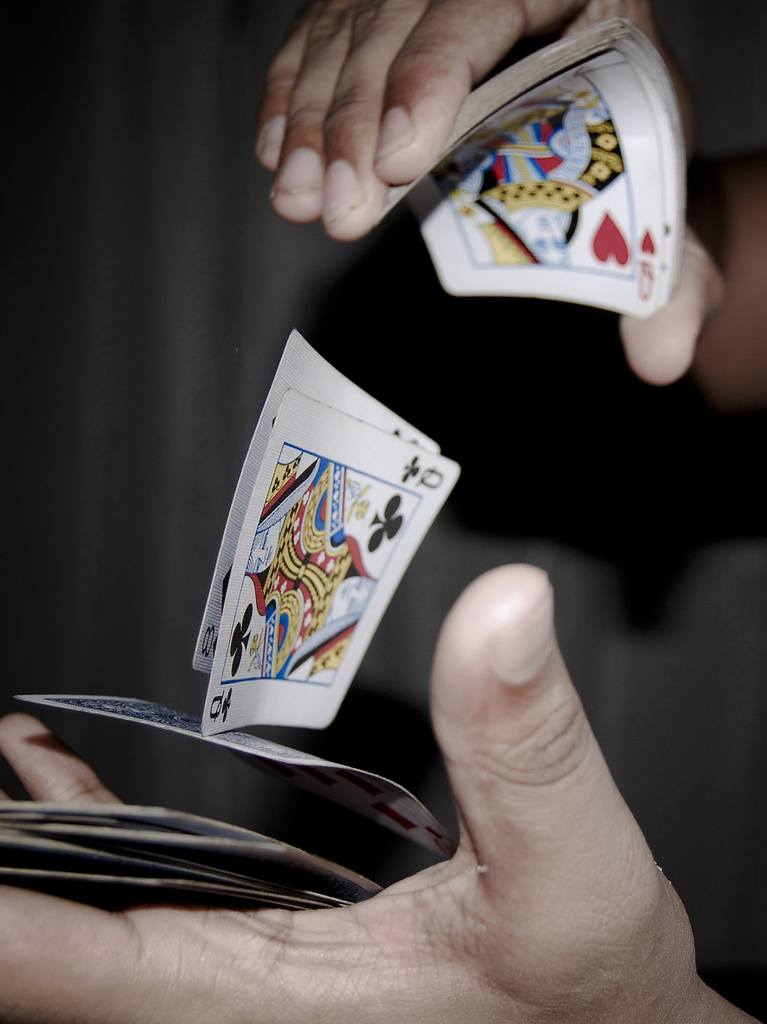
Manipulació

La cartomàgia és una branca de l'il·lusionisme. L'element central i principal són les cartes de joc. És una de les branques de la màgia més desenvolupada i sobre la qual existeix més literatura produïda.
Les cartes de joc es van fer populars entre els mags el segle passat, ja que són accessoris barats, versàtils, i fàcilment manipulables. Tot i així la màgia amb cartes, d'una forma o altra, data de quan aquestes es van fer conegudes (cap a la segona meitat del segle xiv) però la seva història en aquest període no està gaire documentada. Altres objectes quotidians s'han posat al servei de mags al llarg de diverses cultures i èpoques, la cartomàgia es desenvolupa espontàniament i aproximadament al mateix temps en diferents parts del món, gairebé sincrònicament. Tot i això, comparada amb la manipulació en general, o a la màgia amb tasses i pilotes, és una forma relativament nova de màgia.
L'efecte més bàsic és el d'agafar una carta, perdre-la enmig de la baralla, i ser endevinada després pel mag. Però avui en dia existeixen milers d'efectes i jocs d'alt nivell com: prediccions, transposicions, desaparicions, ordenacions, jugades de pòquer (o de qualsevol altre joc), lectura de pensament, coincidències, transformacions, .... Tots amb la finalitat de causar el major impacte possible en l'espectador.
Tot i que cada il·lusionista té unes preferències personals alhora d'escollir un tipus o marca de baralla basat en les seves experiències personals, les més utilitzades són les que tenen un "coixí aeri"(Air cushion) o foradets petits en l'acabat de la carta. Funciona d'una manera similar als foradets d'una pilota de golf, i això permet que les cartes llisquin l'una sobre l'altre fàcilment. Tot i que gradualment van agafant brutícia i olis (suor de les mans) que dificulta la seva manipulació. Es poden aplicar unes pólvores a les cartes que ajuden a frenar aquest procés així com repel·lir humitat que pot augmentar a les mans en una sessió de manipulació llarga. Alguns il·lusionistes guarden les baralles en protectors per tal d'allargar-ne la durada i mantenir-les en bon estat més temps.
Alguns dels més importants manipuladors de cartes:Lance Burton, Allan Ackerman, Bobby Baxter, Cardini (Richard Pitchford), S. W. Erdnase, Lennart Green, Johann Nepomuk Hofzinser, Guy Hollingworth, Robert Houdin, Ricky Jay, Simon Lovell, Ed Marlo, Jeff McBride, Darwin Ortiz, Jerry Sadowitz, John Scarne, Juan Tamariz, René Lavand, Dai Vernon, Roy Walton, Daryl Martinez, Michael Ammar, Herb Zarrow, T. Nelson Downs, Dan Buck, Dave Buck, Daniel Madison.
El campió del món de cartomàgia en l'últim congrés de la FISM, a Suècia el 2006, és portuguès i es diu Helder Guimaraes.
Una branca de la cartomàgia està basada en principis de caràcter matemàtic, que permet efectes normalment ofuscats, i que estan vinculats amb el mentalisme. Per exemple, els efectes basats en el Principi de Gilbreath.